# Функция (программирование)
Фу́нкция в программировании, или подпрограмма — фрагмент программного кода, к которому можно обратиться из другого места программы. В большинстве случаев с функцией связывается идентификатор, но многие языки допускают и безымянные функции. С именем функции неразрывно связан адрес первой инструкции (оператора), входящей в функцию, которой передаётся управление при обращении к функции. После выполнения функции управление возвращается обратно в адрес возврата — точку программы, где данная функция была вызвана.
Функция может принимать параметры и должна возвращать некоторое значение, возможно пустое. Функции, которые возвращают пустое значение, часто называют процедурами. В некоторых языках программирования объявления функций и процедур имеют различный синтаксис, в частности, могут использоваться различные ключевые слова.
Функция должна быть соответствующим образом объявлена и определена. Объявление функции, кроме имени, содержит список имён и типов передаваемых параметров (или: аргументов), а также, тип возвращаемого функцией значения. Определение функции содержит исполняемый код функции. В одних языках программирования объявление функции непосредственно предваряет определение функции, в то время как в ряде других языков необходимо сначала объявить функцию, а уже потом привести её определение. 
В объектно-ориентированном программировании функции, объявления которых являются неотъемлемой частью определения класса, называются методами. Также в языках с ООП возможно объявление абстрактной (виртуальной) функции без объявления тела функции.
Для того, чтобы использовать ранее определённую функцию, необходимо в требуемом месте программного кода указать имя функции и перечислить передаваемые в функцию параметры. Параметры, которые передаются функции, могут передаваться как по значению, так и по ссылке: для переменной, переданной по значению создаётся локальная копия и любые изменения, которые происходят в теле функции с переданной переменной, на самом деле, происходят с локальной копией и никак не сказываются на самой переменной, в то время как изменения, которые происходят в теле функции с переменной, переданной по ссылке, происходят с самой переданной переменной.
Функция определяет собственную (локальную) область видимости, куда входят входные параметры, а также те переменные, которые объявляются непосредственно в теле самой функции.
Существует возможность вызвать функцию внутри самой функции: такой вызов функции называется рекурсивным, а сам процесс последовательных вложенных друг в друга вызовов функций называют рекурсией. Поскольку необходимо запомнить (в стеке) адрес возврата функции (а также, выделить в том же стеке память под параметры и локальные переменные, не являющиеся динамическими), то ничем не ограниченная рекурсия приводит к переполнению стека, поэтому в языках программирования устанавливается некоторый предельный уровень вложенности рекурсивных вызовов.

## Примеры функций

### JavaScript
```
function
 
sum
(
a
,
 
b
)
 
{

  
return
 
a
 
+
 
b

}

```

### ActionScript
```
public
 
function
 
name
(
text
:
 
string
)
 

{

        
var
 
textfield
:
 
TextField
 
=
 
new
 
TextField
();

        
textfield
.
text
 
=
 
text
;

}

```

### C++
```
void
 
name
(
string
 
text
)

{

    
cout
 
<<
 
text
;

}

```

в стандарте C++ существуют так же функции с аргументами по умолчанию
```
void
 
foo
(
int
 
arg1
,
 
int
 
arg2
 
=
 
10
)

{

	
cout
 
<<
 
arg1
 
<<
 
arg2
;

}

foo
(
9
);
 
// вызовется и будет выведено 910

```

### Ruby
```
def
 
greetings
(
name
)

    
puts
 
"Hi 
#{
name
}
"

end

greetings
(
'Ksenia'
)
 
#Hi Ksenia

```

### Rust
```
#[inline(always)]

fn
 
max
<
T
>
(
a
: 
T
,
 
b
: 
T
)
 
-> 
T

where

    
T
: 
PartialOrd
,

{

    
if
 
a
 
>
 
b
 

    
{

        
a

    
}

    
else
 

    
{

        
b

    
}

}

max
(
3
,
 
5
);

```

### C#
```
public
 
void
 
Name
(
string
 
text
)

{

    
Console
.
WriteLine
(
text
);

}

```

### Java
```
public
 
void
 
name
(
String
 
text
)
 
{

    
System
.
out
.
println
(
text
);

}

```

### Pascal
```
procedure
 
name
(
var
 
text
:
 
string
)

begin

  
write
(
text
)
;

end
;

```

### PHP
```
function
 
name
(
$text
)

{

    
echo
 
$text
;

}

```

### Standard ML
```
fun
 
name
 
t
 
=
 
print
 
t

```

или, что то же самое (см. функции первого класса и лямбда-функция):
```
val
 
name
 
=
 
fn
 
t
 
=>
 
print
 
t

```

### Swift
```
func
 
foo
(
arg1
:
 
Int
,
 
arg2
:
 
Int
 
=
 
10
)
 

{

    
print
(
arg1
 
*
 
arg2
)

}

foo
(
arg1
:
 
9
)
 
// (9 * 10) Ответ: 90

```

### Visual Basic
```
Sub
 
Name
(
text
)

    
Console
.
WriteLine
(
text
)

End
 
Sub

```

### PureBasic
```
Procedure
.
l
 
Name
(
text
.
s
)

    
PrintN
(
text
)

EndProcedure

```

### Python
```
def
 
func
(
p1
:
 
str
,
 
p2
:
 
int
 
=
 
10
):

    
print
(
p1
,
 
p2
)

func
(
123
)
  
# 123 10

```

### Nim
```
proc
 
myfunc
(
text
:
 
string
)
=

  
echo
 
text

```